# 벤 (영화)
《벤》(영어: Ben)은 미국에서 제작된 필 칼슨 감독의 1972년 공포 영화이다. 1971년 영화 《윌러드》의 후속작이다. 리 몽고메리, 조지프 캠퍼넬라, 아서 오코넬 등이 출연하였고, 모트 브리스킨 등이 제작에 참여하였다.
주제곡 〈Ben〉은 가수 마이클 잭슨이 공연했으며 동명의 1972년 음반에도 포함되어 있다.

## 줄거리
외로운 소년이 살인 쥐떼를 이끌며 도시를 공포에 빠뜨리고 있는 대장 쥐 벤과 친구가 된다. 소탕 작전에 나선 정부 당국은 벤과 쥐 일당을 불태우고 지하 배수관의 물속에 빠뜨린다.

## 출연진
- 리 하코트 몽고메리
- 조지프 캠퍼넬라
- 아서 오코넬
- 로즈메리 머피
- 메러디스 백스터
- 캐즈 개러스
- 폴 카
- 케네스 토비
- 제임스 루이시
- 리 폴
- 노먼 올던
- 스콧 개릿
- 릭 드레이신
- 브루스 데이비슨